# Fei Šiaotong
Fei Šiaotong (kitajsko 費孝通; pinjin: Fei Xiaotong), kitajski sociolog in antropolog, * 2. november 1910, Vudžjang, Džjangsu, Dinastija Čing, † 24. april 2005, Peking, Ljudska republika Kitajska.